# Theresa (Wisconsin)
Theresa és una població dels Estats Units a l'estat de Wisconsin. Segons el cens del 2000 tenia 1.080 habitants.

## Demografia
Segons el cens del 2000, Theresa tenia 1.252 habitants, 495 habitatges, i 365 famílies. La densitat de població era de 644,5 habitants per km².
Dels 495 habitatges en un 34,1% hi vivien nens de menys de 18 anys, en un 60,6% hi vivien parelles casades, en un 9,3% dones solteres, i en un 26,1% no eren unitats familiars. En el 20,6% dels habitatges hi vivien persones soles el 8,5% de les quals corresponia a persones de 65 anys o més que vivien soles. El nombre mitjà de persones vivint en cada habitatge era de 2,53 i el nombre mitjà de persones que vivien en cada família era de 2,94.
Per edats la població es repartia de la següent manera: un 26% tenia menys de 18 anys, un 6,6% entre 18 i 24, un 33,7% entre 25 i 44, un 19,3% de 45 a 60 i un 14,4% 65 anys o més.
L'edat mediana era de 36 anys. Per cada 100 dones de 18 o més anys hi havia 98,5 homes.
La renda mediana per habitatge era de 44.200 $ i la renda mediana per família de 50.795 $. Els homes tenien una renda mediana de 37.216 $ mentre que les dones 26.023 $. La renda per capita de la població era de 17.906 $. Aproximadament l'1,7% de les famílies i el 3,6% de la població estaven per davall del llindar de pobresa.

## Poblacions més properes
El següent diagrama mostra les poblacions més properes.